# الإمام الفاسي
محمد بن محمد الفاسي (بالإنجليزية: Muhammad bin Muhammad al-Fassi)‏ (المعروف باسم أجود إمام الفاسي) (1760؟ - 1863)، كان المنشئ لعائلة شيوخ الفاسي الذين يشكلون الفاسية الشاذلية الصوفية.

## حياته
ولد الفاسي إما في عام 1173 هجري (حوالي 1760 م) أو 1218 هجري في فاس في المغرب، والتي اشتق منها اسم العائلة «الفاسي» في وقت سابق. توفيت والدته خلال طفولته. كان حفيل القرآن في طفولته وسافر إلى أجزاء مختلفة من العالم، وأخيرًا مكة المكرمة بحثا عن الحكمة.[بحاجة لمصدر]

## الأسماء
يمكن الإشارة إلى الإمام الفاسي باختصار باسم أجود حضرة الفاسي. بعض النسخ الكاملة من اسمه تشمل قطب رباني، هيكلال سماداني، قطب عجود، أبو عبد الله سيادونة محمد بن محمد بن مسعود بن عبد الرحمن المكي الحسني الإدريسي الفاسي الشاذلي.

## التعليم
سافر الإمام الفاسي إلى مكة لحفظ القرآن وتعلمه مع التجويد. سافر إلى العديد من الأماكن بحثًا عن دعاة جيدين. وكان شيخه الرئيسي الشيخ محمد بن حمزة المدني (الشيخ قطب محمد بن حمزة لافر المدني).

## الفاسية الشاذلية
الإمام الفاسي ونسله يشكلون فرعًا من الشاذلية وهو وسام الامتنان.

## السلسلة الروحية
ترتيب سلسلة (تصوف) لأمر الفاسية الشاذلية (يُطلق عليه سلسله الدهب) كما يلي:
- الرب رب عزة
- جبريل
- الرسول محمد
- علي بن أبي طالب
- الإمام حسن
- أبو محمد جابر

- سعيد الغزواني

- أبو محمد فتح كالسعود
- أبو محمد سعد
- أبي محمد سعيد
- أبو القاسم بن مروان
- إسحاق إبراهيم البصري
- زين الدين القزويني
- سيدى شمس الدين
- سيدى تاج الدين
- سيدى نور الدين
- سيدى فخر الدين
- تقي الدين الفخير
- عبد الرحمن المدني العطار الزيات
- عبد السلام بن مشيش العلمي الشاهد
- الإمام نور الدين أبو الحسن علي الشاذلي
- أبو العباس المرسي
- أحمد بن عطا الله الاسكندري

- داود البخيلي

- محمد وفاء[10]
- علي وفاء[11]
- يحيى القادري
- احمد بن عقبة الحضرمي
- الشيخ شهاب الدين أبو العباس أحمد زروق الفاسي
- إبراهيم إيثام

- علي سنهاني[12]
- عبد الرحمن المجذوبي (المجذوبي)
- يوسف الفاسي
- سيد محمد
- عبد الرحمن الفاسي
- قاسم الإخلاصي
- أحمد بن عبد الله الفاسي

- العربي بن أحمد بن عبد الله صاحب المقفية
- علي الجمال العمراني
- محمد العربي بن أحمد الدرقاوي
- محمد بن حمزة ظافر المدني
- محمد (الأجواد) ب. محمد ب. مسعود ب. عبد الرحمن المكي الإدريسي الفاسي الشاذلي (إمام الفاسي)
- شمس الدين مكي بن محمد الفاسي
- أحمد العربي
- محمد إبراهيم فاسي بن شمس الدين مكي الفاسي
- عبد الله الفاسي بن شمس الدين مكي الفاسي
- د. محمد بن محمد إبراهيم الفاسي
- عبد الوهاب الفاسي بن محمد إبراهيم الفاسي الشاذلي
- عبد القادر الفاسي بن محمد إبراهيم الفاسي الشاذلي
- نجم العلم حضرة أجواد بن عبد الله الفاسي الرماد الشحيلي.